# R. L. Stine
Robert Lawrence Stine (* 8. října 1943 Columbus, Ohio, USA) je americký spisovatel.
Děje příběhů série "Fear Street" hláskují děti skoro nazpaměť, dokonce mnoho studentů se do toho čtení zapojilo byť ze začátku skepticky. Pravda, každá kniha je titulově velmi podobná, má ale jiné postavy, děje, charaktery a především dokonalé zápletky.
Spisovatel R. L. Stine však osobně ani jeden příběh doopravdy neprožil. Jak sám říká: „Nikdy jsem neviděl ducha, ani nezápolil s mumií“.[zdroj?] Ale mnoho jeho nápadů, které v knihách prezentuje často vypadají jakoby odrážely skutečný život. Nikdy neexperimentoval s nějakými horory, ale nutno podotknout, že již v mládí četl hrůzostrašné komiksy, které měl ve veliké oblibě. Jak autor sám říká: „Když jsem byl malý, mou nejoblíbenější četbou byl komiks, příběhy z hrobky a sklep hororů. Tyto povídky byly příšerné a poprvé jsem je objevil u holiče. Kupovat mi je doma ale nikdo nechtěl, a tak jsem chodil rád a dobrovolně každou sobotu k holiči se ostříhat, protože ten den ten komiks vycházel a pan holič tam měl vždycky nové číslo. Nechtěl jsem propásnout ani jedny. Umíte si tedy představit, jak jsem vypadal – jako malý jsem neměl žádné vlasy!“[zdroj?]
Jeho následné nápady tak měly dva proudy – jeho zážitky s čtením a jeho představy, které byly nezkrotné. „Když jsem se pokoušel psát první historky, snažil jsem se vrátit do doby, kdy jsem je sám četl a vžít se do toho, jak jsem se cítil – dodat do příběhu to napětí, strach a přesto pocit dobrodružství.“[zdroj?]
R. L. Stine má však psaní hororových příběhů asi v krvi – svou první povídku totiž napsal, když mu bylo 9 let! Často je brával s sebou i do školy a paní učitelka mu je zabavovala, ale on to přesto dělal dále. Posléze psal i pro své středoškolské noviny na univerzitě Columbus v Ohio. Po dokončení studií odešel do New Yorku, kde psal tam, kde mu dali příležitost. Záhy se začaly jeho povídky uveřejňovat a měly nebývalý úspěch, a tak začaly vznikat příběhy z "Fear Street" a další.
R. L. Stine se toužil stát spisovatelem, a proto dodnes radí všem lidem, kteří mají chuť psát: „Pokud toužíte stát se spisovatelem, nebojte se o čemkoli, co vás napadne napsat. Čtěte jak nejvíc to dokážete a poznávejte spisovatele a jejich osudy kolem sebe, protože i oni jsou pro vás inspirací. A nebojte se o čemkoli diskutovat.“ Jako malý četl nejraději R. L. Stine Edgara Alana Poea.[zdroj?]
V roce 2003 se tento autor vyšplhal až na takový vrchol slávy se svými knihami, které ho dostaly až do Guinnessovy knihy rekordů coby nejprodávanějšího autora dětské literatury. Krom toho obdržel i mnoho jiných významných cen. V České republice ho čtenáři znají coby autora desítek knih z kultovní knižní série Stopy hrůzy.
Dnes žije R. L. Stine v americkém státě New York.

## Ocenění
- 2011 – International Thriller Award

## Překlady v češtině
(překladatel Václav Mikolášek)
- Série Fear Street
  - V cizím těle (Switched) – Praha 1997
  - Smrt záchanářů (The Dead Lifeguard) – Praha 1997
  - Náměsíčná – Praha 1990
  - Klub děsu (The Thri) – Praha 1997
  - Vražda před maturitou'll Club) – Praha 1997
  - Cesta do pasti (College Weekend' (Final Grade) – Praha 1997
  - Čtenář myšlenek (The Mind Reader) – Praha 1997
  - Jsi frajer, Bobby (Double Date) 1996 – Praha 1997
  - Zlý měsíc (Bad Moon) 1996 – Praha 1998

Haló tady fantom (The Wrong Number) Brno-1992/93
- - Hrůzostrašné léto (One Evil Summer) 1996 – Praha 1998

- Horská dráha (The Beast) 1996 – Praha 2001
- Horská dráha 2 (The Beast 2) 1996 – Praha 2001
- Kdo spí v mém hrobě 1996 – Praha 1998
- Hra o tělo (Hide and Shriek) 1996 – Praha 1998

Polibky smrti Brno-1993
- Pokažené rande (Broken Date) 1996 – Praha 1998
- Prokletí rodiny Fearů (A New Fear) 1997 – Praha 1998
- Perfektní buchta (The Perfect Date) 1997 – Praha 20